# Cirugía del quemado y sus secuelas
La cirugía del quemado y sus secuelas es una subespecialidad de la cirugía plástica. Pertenece al extenso capítulo de la cirugía reparadora o reconstructiva de aquella especialidad.

## Temática
Los siguientes temas médicos se señalan como de su incumbencia. Esta subespecialidad es una de las asignaturas clásicas que integran los cursos de posgrado de la especialización. 
- Generalidades del quemado: Etiología. Patología local. Cuadro de profundidad. Histo-fisiología normal de la piel. Cambios fisiopatológicos. Aspectos psicológicos.

- Evaluación de la gravedad: Gravedad en cuanto a la vida. Grupos de gravedad o formas clínicas. Gravedad por la secuela. Gravedad vital. Código de gravedad. Gravedad diferenciada. Gravedad funcional. Gravedad estética. Gravedad psíquica.

- Evolución clínica: Evolución local y general. Períodos evolutivos. Evolución anormal de las quemaduras graves.

- Tratamiento general y local: Manejo general inicial. Contraindicaciones de traslado. Reposición de líquidos. Terapia tópica.

- Tratamiento local según etapas evolutivas: Primera curación. Delimitación de la escara. Eliminación de la escara. Preparación de la superficie.

- Curaciones: Curas oclusivas. Materiales que pueden emplearse. Balneoterapia o hidroterapia. Técnica. Cronología. Ventajas e inconvenientes.

- Injertos: Biología de los injertos. Integración. Evolución. Oportunidad. Zona dadora de injertos. Instrumental. Espesor de los injertos. Formas de colocación. Prioridad en la colocación. Preparación de los injertos. Curación inmediata. Causas del fracaso del injerto. Curación e inmovilización de los injertos. Cuidados posteriores. Injerto en malla. Sustitutos sintéticos de piel.

- El niño como paciente quemado: Características anatómicas y fisiológicas propias. Valores de laboratorio. Evaluación de la gravedad. Tipos de quemaduras. Tratamiento local y general.

- Anestesia y analgesia en quemaduras: Evaluación preanestésica. Premedicación. Selección de la técnica. Agentes y administración. Analgesia en quemaduras.

- Antibióticos en quemaduras: antibióticos y antibioticoterapia. Drogas y formas de administración.

- Alimentación e inmunología: Dietas y vitaminas. Alimentación por vía bucal, enteral y parenteral. Sistema inmunológico del organismo. Inmunoglobulinas. Quemaduras e inmunología.

- Otros tipos de quemaduras: Quemaduras eléctricas, químicas, por radiación, por frío (congelación). Cuadros clínicos y tratamientos.

- Fisioterapia: Técnicas de tratamiento. Curación y vendaje. Presión elástica permanente. Rehabilitación.

- Cicatrización normal y patológica: Aspectos histológicos, fisiológicos y clínicos de la cicatrización normal y patológica. Etiopatogenia. Cuadro clínico. Tratamientos. Pronóstico.

- Degeneración maligna de las cicatrices por quemaduras: Frecuencia. Etiopatogenia. Histopatología. Cuadro clínico. Tratamiento. Pronóstico.